# Inflamación hepática
La inflamación hepática o hepatomegalia es la inflamación del hígado más allá de su tamaño normal.
El borde inferior del hígado normalmente llega justo hasta el borde inferior de las costillas sobre el lado derecho. El borde del hígado normalmente es delgado y firme y no puede sentirse con las puntas de los dedos por debajo del borde de las costillas, excepto al tomar una respiración profunda. Puede estar agrandado si el médico lo puede sentir en esta área.